# Åtal
Åtal är en talan vid domstol om ansvar för brott. I svensk rätt väcks åtal vanligen av åklagare, som har åtalsplikt. I andra rättssystem kan åtal väckas av andra institutioner, så som åtalsjury eller förundersökningsdomare.
I svensk rätt betecknas åtal som väcks under åklagares åtalsplikt som allmänt åtal, och de allra flesta brott räknas till den kategorin. Undantagna är brott mot 5 kapitlet i brottsbalken, det vill säga ärekränkningsbrotten, där initiativet i allmänhet ligger hos den som anser sig förolämpad eller förtalad.
Om brottet riktar sig mot någon som är under arton år eller om i annat fall målsäganden anger brottet till åtal, får åklagaren väcka åtal om detta anses påkallat från allmän synpunkt och åtalet avser:
- 1. förtal och grovt förtal,
- 2. förolämpning mot någon i eller för hans eller hennes myndighetsutövning,
- 3. förolämpning mot någon med anspelning på hans eller hennes ras, hudfärg, nationella eller etniska ursprung eller trosbekännelse, eller
- 4. förolämpning mot någon med anspelning på hans eller hennes sexuella läggning.

Före den 1 juli 2014 gällde att brottet av särskilda skäl skulle anses påkallat ur allmän synpunkt. Kravet på särskilda skäl har dock slopats.
Åtal kan också väckas av justitiekanslern för brott mot tryckfrihetsförordningen och yttrandefrihetsgrundlagen. Konstitutionsutskottet kan även väcka riksrättsåtal.

## Allmänt åtal
Allmänt åtal är den vanligaste formen av åtal och innebär att det är åklagaren som väcker åtalet.
Åtal väcks genom att åklagaren hos rätten skriftligen ansöker om stämning mot den som skall tilltalas.
I stämningsansökan skall åklagaren uppge:
1. den tilltalades namn, adress och personnummer
2. målsäganden, om någon sådan finns,
3. den brottsliga gärningen med uppgift om tid och plats för dess förövande och de övriga omständigheter, som behövs för dess kännetecknande, samt de bestämmelser, som är tillämpliga,
4. de bevis som åberopas och vad som skall styrkas med varje bevis, samt
5. de omständigheter som gör domstolen behörig, om inte behörigheten framgår på annat sätt.

Om den tilltalade är eller har varit anhållen eller häktad på grund av misstanke om brott som omfattas av åtalet, ska åklagaren ange detta i stämningsansökan. Uppgift skall dessutom lämnas om tiden för frihetsberövandet. 
Ansökan skall vara undertecknad av åklagaren.
Avvisas inte ansökan, skall rätten utfärda stämning på den tilltalade att svara på åtalet.
Åtal väcks, då en förundersökning om brott har avslutats och åklagare bedömer att den misstänkte personen sannolikt kommer att bli fälld av rätten.

## Enskilt åtal
I det fall det är uppenbart, med hänsyn till människors heder, väl och ve, att utsagor spridda genom massmedia eller i enskilt agerande är avsett att förnedra, förklena eller på andra sätt skada annan persons renommé är i lagens mening belagt med straffansvar enligt brottsbalken men kan på åklagares inrådan lämnas därhän till civilmål därest brottet anses ringa.
Ett enskilt åtal är ett juridiskt uttryck för åtal för brott, där talan väcks och förs av målsäganden eller annan med talerätt.
Åtal väcks genom skriftlig ansökan om stämning å den som skall tilltalas. Åtal skall anses väckt, då stämningsansökan inkom till tingsrätten.
En ansökan om stämning skall innehålla uppgifter om:
1. den tilltalades namn, adress och personnummer
2. den brottsliga gärningen med angivande av tid och plats för dess förövande och de övriga omständigheter, som erfordras för dess kännetecknande, samt det eller de lagrum, som är tillämpliga,
3. det enskilda anspråk, som målsäganden vill framställa samt en utförlig redogörelse för de omständigheter som åberopas till grund för anspråket,
4. de bevis som åberopas och vad som skall styrkas med varje bevis samt
5. sådana omständigheter som gör rätten behörig, om inte behörigheten framgår av vad som anförs i övrigt.

Ansökningen skall vara egenhändigt undertecknad av målsäganden eller hans ombud.
Avvisas ej ansökningen, ska rätten utfärda stämning på den tilltalade att svara på åtalet. 
Om målsägandens framställning inte innefattar laga skäl för åtalet eller om det annars är uppenbart att detta är ogrundat, får rätten dock genast meddela dom i målet utan att stämning utfärdas.
Utfärdas stämning, skall förberedelse i målet äga rum. 
Förberedelsen har till syfte att klarlägga
1. den tilltalades inställning till åtalet och grunden för den,
2. vilka bevis som skall läggas fram och vad som skall styrkas med varje bevis, samt
3. om ytterligare utredning eller andra åtgärder behövs före målets avgörande.[10]

Vid förberedelsen bör den tilltalade avge svaromål och ange, om han erkänner eller förnekar gärningen.
Huvudförhandling ska hållas med tillämpning av 45 och 46 kap rättegångsbalken.
Enskilt åtal kan endast väckas efter åklagares beslut att inte väcka åtal. 
Ett fall som utan framgång drivits som enskilt åtal är Johan-fallet.